# Dispositiu d'inserció

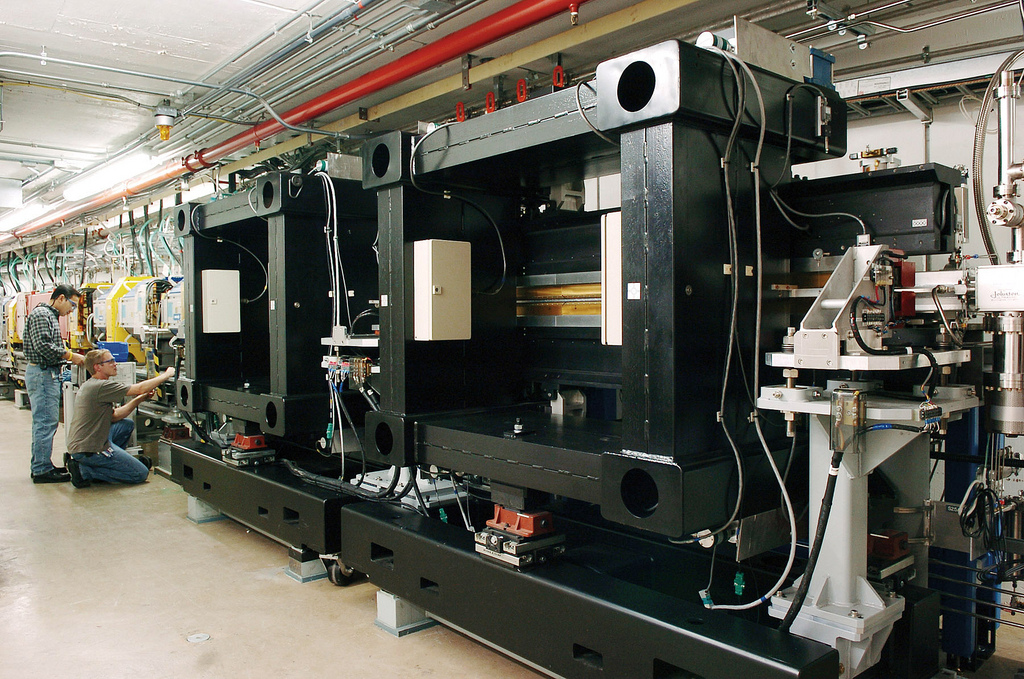
Dispositiu d'inserció inclinat a l'Advanced Photon Source, Argonne National Laboratory.

Un dispositiu d'inserció (ID) és un component de les fonts de llum de sincrotró modernes, anomenats així perquè s'"insereixen" a les pistes de l'accelerador. Són estructures magnètiques periòdiques que estimulen l'emissió de radiació de sincrotró altament brillant i dirigida cap endavant forçant un feix de partícules carregades emmagatzemades a realitzar moviments o ondulacions a mesura que travessen el dispositiu. Aquest moviment és causat per la força de Lorentz, i és d'aquest moviment oscil·latori que obtenim els noms de les dues classes de dispositius, que es coneixen com a onduladors i onduladors. A més de crear una llum més brillant, alguns dispositius d'inserció permeten ajustar la llum perquè es puguin generar diferents freqüències per a diferents aplicacions.

## Història
La teoria darrere dels onduladors va ser desenvolupada per Vitaly Ginzburg a l'URSS. No obstant això, van ser Motz i el seu equip qui l'any 1953 van instal·lar el primer ondulador en un linac a Stanford, utilitzant-lo per generar radiació d'ones mil·límetres fins a la llum visible.
No va ser fins a la dècada de 1970 que es van instal·lar onduladors en anells d'emmagatzematge d'electrons per produir radiació de sincrotró. Les primeres institucions que van prendre aquests dispositius van ser l'Institut de Física Lebedev de Moscou i la Universitat Politècnica de Tomsk. Aquestes instal·lacions van permetre una caracterització més completa del comportament dels onduladors.
Els onduladors només es van convertir en dispositius pràctics per a la inserció en fonts de llum de sincrotró l'any 1981, quan els equips del Laboratori Nacional Lawrence Berkeley (LBNL), el Laboratori de Radiació de Sincrotró de Stanford (SSRL) i l'Institut Budker de Física Nuclear (BINP) a Rússia van desenvolupar matrius magnètiques permanents, conegudes com a matrius Halbach, que van permetre la repetició de superconductes electromagnètics no curts o períodes de cochieva..
Malgrat la seva funció similar, els wigglers es van utilitzar en anells d'emmagatzematge durant més d'una dècada abans de ser utilitzats per generar radiació de sincrotró per a línies de llum. Els wigglers tenen un efecte amortidor en els anells d'emmagatzematge, que és la funció a la qual van posar per primera vegada a l'accelerador d'electrons de Cambridge a Massachusetts el 1966. El primer wiggler utilitzat per a la generació de radiació de sincrotró va ser un wiggler de 7 pols instal·lat al SSRL el 1979.
Des d'aquestes primeres insercions, el nombre d'onduladors i onduladors a les instal·lacions de radiació de sincrotró a tot el món ha proliferat i són una de les tecnologies impulsores de la propera generació de fonts de llum, els làsers d'electrons lliures.

Esbós esquemàtic d'un ondulador

## Funcionament
Els dispositius d'inserció s'insereixen tradicionalment en seccions rectes dels anells d'emmagatzematge (d'aquí el seu nom). A mesura que el feix de partícules emmagatzemades, normalment electrons, travessen l'ID, el camp magnètic altern experimentat per les partícules fa que la seva trajectòria experimenti una oscil·lació transversal. L'acceleració associada a aquest moviment estimula l'emissió de radiació de sincrotró.
Hi ha molt poca diferència mecànica entre wigglers i onduladors i el criteri que normalment s'utilitza per distingir-los és el K-Factor. El factor K és una constant adimensional definida com:
{\displaystyle K={\frac {qB\lambda _{u}}{2\pi \beta mc}}}
on q és la càrrega de la partícula que passa per l'ID, B és el camp magnètic màxim de l'ID, {\displaystyle \lambda _{u}} és el període del DNI, {\displaystyle \beta =v/c} es relaciona amb la velocitat o energia de la partícula, m és la massa de la partícula accelerada i c és la velocitat de la llum.
Es considera que els wigglers tenen K>>1 i els onduladors tenen K<1.
El factor K determina l'energia de la radiació produïda i, en situacions en què es requereix un rang d'energia, el nombre K es pot modificar variant la força del camp magnètic del dispositiu. En els dispositius d'imants permanents, això es fa generalment augmentant la bretxa entre les matrius d'imants. En els dispositius electromagnètics, el camp magnètic es modifica variant el corrent a les bobines de l'imant.
En un wiggler, el període i la força del camp magnètic no s'ajusten a la freqüència de radiació produïda pels electrons. Així, cada electró d'un grup irradia de manera independent i l'ample de banda de radiació resultant és ampli. Es pot considerar que un wiggler és una sèrie d'imants de flexió concatenats, i la seva intensitat de radiació s'escala com el nombre de pols magnètics del wiggler.
En una font onduladora, la radiació produïda pels electrons oscil·lants interfereix constructivament amb el moviment d'altres electrons, fent que l'espectre de radiació tingui una amplada de banda relativament estreta. La intensitat de les escales de radiació com {\displaystyle N^{2}}, on {\displaystyle N} és el nombre de pols de la matriu d'imants.
La longitud d'ona {\displaystyle \lambda } de la radiació emesa per un dispositiu d'inserció es pot calcular mitjançant l' equació onduladora :
{\displaystyle \lambda ={\frac {\lambda _{u}}{2\gamma ^{2}}}\left(1+{\frac {K^{2}}{2}}+(\theta \gamma )^{2}\right)}
on {\displaystyle \gamma ={\frac {1}{\sqrt {1-\beta ^{2}}}}} és el factor de Lorentz, {\displaystyle \lambda _{u}} el període d'ondulació, K el factor K tal com es descriu anteriorment, i {\displaystyle \theta } l'angle mesurat des del centre del lòbul radiat.
Malgrat el seu nom, l'equació és vàlida tant per als onduladors com per als moviments.